# Адриан, Самуэль
Самуэль Адриан (швед. Samuel Adrian; 2 марта 1998, Теоматорп, Швеция) — шведский футболист, полузащитник клуба «Мальмё».

## Клубная карьера
Адриан — воспитанник клуба «Мальмё». 22 июля 2017 года в матче против «Йёнчёпингс Сёдра» он дебютировал в Аллсвенскан лиге. В 2017 году Самуэль помог клубу выиграть чемпионат.

## Международная карьера
В 2017 году в составе юношеской сборной Швеции Адриан принял участие в юношеском чемпионате Европы в Грузии. На турнире он сыграл в матчах против команд Португалии, Чехии и Грузии.

## Достижения
Командные
 «Мальмё»
- Чемпионат Швеции по футболу — 2017